# Galette comtoise
La galette comtoise est une pâtisserie traditionnelle de la cuisine franc-comtoise, variante de la galette des Rois. Elle est également appelée la « galette bisontine ».
Cette galette est une variante franc-comtoise de la galette des Rois. On la trouve en boulangerie au moment de l'Épiphanie.
Elle est composée d'une pâte à choux au lait et à la fleur d'oranger surmontée d’un appareil (goumeau) composé de crème, de sucre et d’œuf.
Cette viennoiserie est une recette simple, populaire, économique, individuelle ou familiale, parfois agrémentée de pépites de chocolat.

## Historique

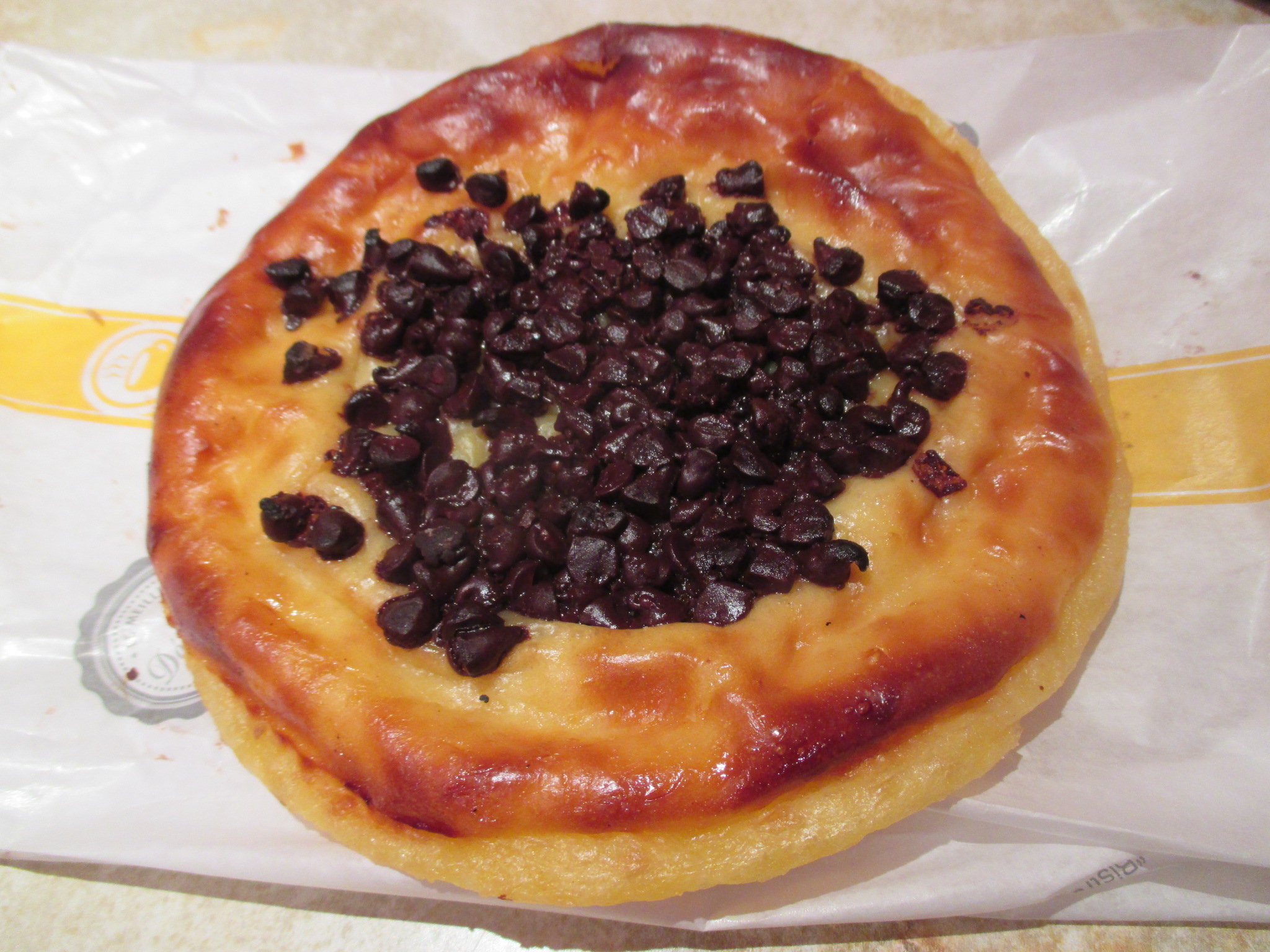
Avec des pépites de chocolat.

La galette comtoise est originaire de Besançon, qui se situe dans l'actuelle région Bourgogne-Franche-Comté dans le département du Doubs. Elle aurait été créée au XIe siècle.  
À cette époque, les chanoines (fonction dans la hiérarchie religieuse) du chapitre de Besançon désignent leur dirigeant en cachant une pièce d'argent dans le pain. Par la suite, le pain a été remplacé par une brioche, puis par une sorte de pâte à pain caramélisée, avant d'en arriver à la fameuse galette comtoise.  

## Autres pâtisseries de Franche-Comté
La galette comtoise n’est pas la seule spécialité de Franche-Comté. 
On trouve entre autres : 
La  sèche franc comtoise, sorte de sablé à la crème crue dorée au beurre et au sucre.
La tarte jurassienne préparée avec un fond de pâte sablée garni de crème de noisette.
Le goumeau, autrement appelé « kemeau » dans le Jura est un appareil utilisé dans différentes pâtisseries, mélange d’œuf, de crème et de sucre.
La tarte au goumeau est une tarte (pâte sablée ou brisée), agrémenté d'un appareil « goumeau ». Elle peut faire penser à la tarte au flan parisien, mais l'appareil est bien moins épais.
Le gâteau de ménage ou toutché est un dessert à pâte de brioche recouvert de goumeau ou juste de beurre et de sucre.
Le papet jurassien, c’est une tarte originaire du Haut-Jura. Elle est souvent aromatisée de fleur d’oranger et faite soit avec une pâte brisée ou une pâte briochée.
Les biscuits de Montbozon une spécialité de pâtisserie du village haut-saônois de Montbozon. 